# Griffinia concinna
Griffinia concinna är en amaryllisväxtart som först beskrevs av Carl Friedrich Philipp von Martius, Schult. och Julius Hermann Schultes, och fick sitt nu gällande namn av Pierfelice Ravenna. Griffinia concinna ingår i släktet Griffinia och familjen amaryllisväxter. Inga underarter finns listade i Catalogue of Life.